# 掛布雅之のホットコーナー
掛布雅之のホットコーナー（かけふまさゆきのホットコーナー）は、2005年4月より2006年9月まで、ラジオ大阪で放送されていたラジオ番組。
パーソナリティは掛布雅之（元阪神タイガース選手、当時日テレ野球解説者）と中嶋慶子（タレント)。

## 2006年4月のコーナー構成
- スポーツホットアイ
- グルメランド
- 掛布・吉村のグッドライフホームラン
- 一曲入魂、又は勝手にヒッティングマーチ
- ぷんぷんよしよし（お便りのコーナー）

## 過去のコーナー構成
- 掛布クリニック

## 放送時間
2005年4月 - 2005年9月
21:00 - 21:30
2005年10月 - 2006年3月
21:00 - 22:00
2006年4月 - 2006年9月
20:30 - 21:30

## 提供
- 太貴
- 株式会社ホープハウスシステム（掛布・吉村のグッドライフホームラン）

（2005年4月から同年9月までは三菱自動車等がスポンサー契約をしていたが、掛布企画制作のテレビ大阪の番組のスポンサーにチェンジしたため契約解除。）